# سيمون جاكوبس
سيمون جاكوبس (بالإنجليزية: Simmone Jacobs) (و. 1966  م) هي منافسة ألعاب القوى بريطانية، ولدت في ريدنغ، شاركت في الألعاب الأولمبية الصيفية 1996، والألعاب الأولمبية الصيفية 1984، والألعاب الأولمبية الصيفية 1988، والألعاب الأولمبية الصيفية 1992، ودورة ألعاب الكومنولث 1994.

## روابط خارجية
- سيمون جاكوبس على موقع الاتحاد الدولي لألعاب القوى (الإنجليزية)
- سيمون جاكوبس على موقع أوليمبيديا (الإنجليزية)
- سيمون جاكوبس على موقع اللجنة الأولمبية البريطانية (الإنجليزية)